# باد ميلر
باد ميلر هو سياسي كندي، ولد في 31 مارس 1923 في كيتسكوتي في كندا، وتوفي في 23 يناير 2015 في إدمونتون في كندا. حزبياً، نشط في الحزب الليبيرالي الألبرتي والرابطة التقدمية المحافظة في ألبرتا ‏. وقد انتخب عضو الجمعية التشريعية ألبرتا.